# Campo di drumlin

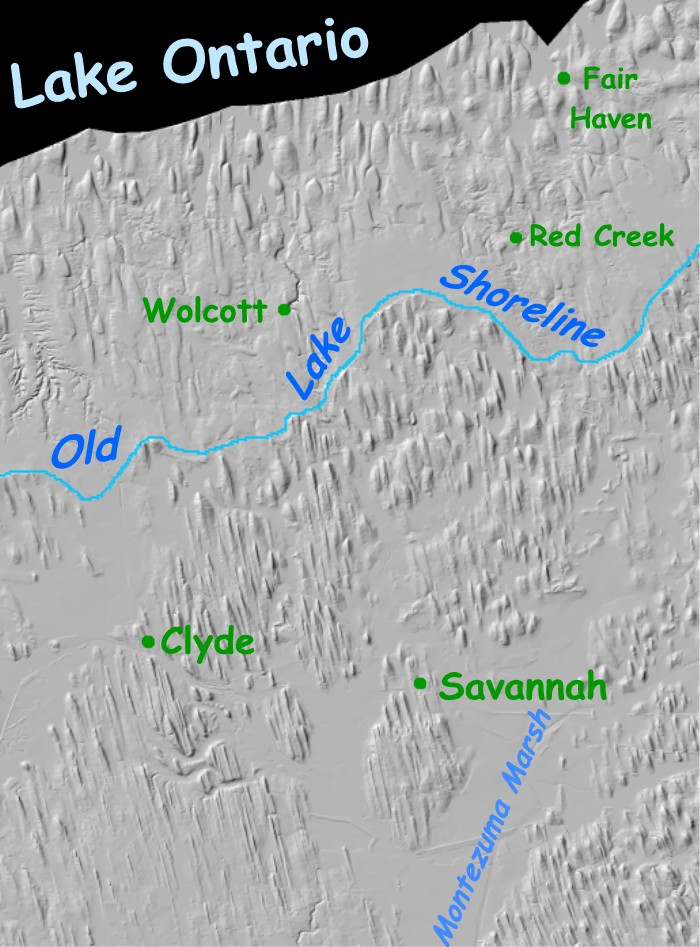
Campo di drumlin nella Contea di Wayne orientale (stato di New York).

Un campo di drumlin o sciame di drumlin è un aggregato di dozzine  e fino a centinaia  di drumlin orientati, di forma e dimensione simili. I drumlin sono un tipo di geomorfismo che indica la glaciazione dei ghiacciai continentali. La profondità complessiva dei depositi glaciali può essere di centinaia di piedi. 

## Lago Ontario
La cartina con i rilievi ombreggiati rappresenta un grande campo di drumlin che si trova a New York fra la sponda meridionale del Lago Ontario e del Lago Cayuga, situato proprio a sud della palude Montezuma. La vecchia valle del Cayuga a nord di questa palude è quasi interamente sepolta sotto il campo di drumlin. Possibilmente la baia a Fair Haven rappresenta i resti di un'antica valle.
Il campo di drumlin è unico, in quanto è stato enormemente modificato dopo la sua formazione. Evidentemente, quando il ghiaccio si ritirò, lo sbocco del Lago Ontario attraverso l'attuale fiume San Lorenzo si venne ad ostruire per un lungo periodo, facendo sì che il lago restasse a un livello più alto. Ne risultò una linea costiera chiaramente marcata come indicata dalla linea celeste. I drumlin a nord di questa linea erano isole del vecchio lago (più grande di quello attuale). In prossimità della riva, il moto ondoso erose i drumlin eliminandoli completamente. Più a nord, dove l'acqua era più profonda, le onde erosero la parte superiore di ogni drumlin, che si ritrovano così con una insolita cima piatta, invece della normale forma a cupola allungata.
Esiste la prova che il ghiacciaio non avanza in linea retta, ma piuttosto come una lingua di ghiaccio. In basso a destra di questa immagine, l'orientazione dei drumlin mostra che il ghiaccio si muoveva da sud verso est. Guardando i drumlin più a ovest, nella zona di Rochester (stato di New York), si osserva che essi mostrano una mutamento di direzione che va da sud verso ovest, e come ci si avvicina al fiume Niagara, si trovano allineati quasi verso ovest.